# Großer Christenbrand
Der Große Christenbrand war die größte Brandkatastrophe, die Frankfurt am Main bis zu den Bombenangriffen des Zweiten Weltkrieges jemals getroffen hatte. Er brach am 26. Juni 1719 aus und vernichtete innerhalb von drei Tagen die gesamte nordwestliche Altstadt mit über 400 Häusern. 14 Menschen verloren bei der Feuersbrunst das Leben. Der Name Großer Christenbrand wurde von Zeitgenossen geprägt, weil acht Jahre zuvor eine ähnliche Brandkatastrophe, der Große Judenbrand vom 14. Januar 1711, die fast 200 Häuser der Frankfurter Judengasse eingeäschert hatte.

## Geschichte
Feuer gehörte schon seit dem Mittelalter nach den immer wiederkehrenden Seuchen zu den größten Bedrohungen der dichtbesiedelten Stadt. Daher war die persönliche Mithilfe bei der Brandbekämpfung eine der wichtigsten Bürgerpflichten. Jeder Bürger erhielt bei der Ableistung seines Bürgereides einen ledernen Feuereimer, den er in seinem Haus jederzeit bereitzuhalten hatte. Das Stadtgebiet war seit 1614 in 14 Quartiere eingeteilt – fünf in der Neustadt, sieben in der Altstadt und zwei in Sachsenhausen. Jedes Quartier stellte eine militärisch organisierte Bürgerwehr unter dem Kommando eines Bürger-Capitains, des einzigen demokratisch gewählten Amtes in der ansonsten ständisch verfassten Reichsstadt. Die Geräte zur Brandbekämpfung wurden ebenso wie die Artillerie (Stücke genannt) von der Stadt gestellt.
Bereits 1439 hatte der Rat zwei Handfeuerspritzen in Nürnberg bestellt. Im Laufe der Zeit war der Gerätepark immer wieder an den Stand der Technik angepasst worden. In den engen Gassen konnten jedoch nur kleine, zweirädrige Handzugspritzen eingesetzt werden. Eine wirksame Brandbekämpfung war damit kaum möglich, deshalb waren alle Einwohner Frankfurts zu äußerster Vorsicht im Umgang mit Feuer angehalten.
Der Große Christenbrand brach am 26. Juni 1719 im Gasthof Zum Rehbock in der schmalen Bockgasse aus. Die Bockgasse lag östlich der Ziegelgasse, die noch heute von der Kleinmarkthalle zur Berliner Straße führt. Das Viertel zwischen Töngesgasse im Norden, Schnurgasse im Süden, Neue Kräme im Westen und Fahrgasse im Osten war jahrhundertelang das geographische Zentrum Frankfurts. In diesem Viertel wohnten überwiegend Handwerker.
Verursacher des Brandes war ein Gast, der am selben Abend im Gasthof Zum Rehbock eingekehrt war, ein Perückenmacher namens Morgenstern aus Dresden. Wahrscheinlich hatte er sein Nachtlicht brennen lassen. Gegen Mitternacht wurde das Feuer entdeckt und die Bürgerfeuerwehr alarmiert. Sie brachte ihre Spritzen bald in Stellung, doch gaben die Brunnen wegen der seit Wochen herrschenden Trockenheit nur wenig Wasser. Bis vom Main her in Fässern weiteres Löschwasser herbeigeschafft werden konnte, breitete sich das Feuer, das zudem durch einen starken Wind angefacht wurde, in den engen Gassen rasch aus. Nur zwei Stunden nach dem Alarm brannten bereits 200 Häuser in der Bockgasse, der Graubengasse, der Ziegelgasse, am Liebfrauenberg und in der Töngesgasse.
Das Feuer war in der Umgebung von Frankfurt bald bemerkt worden. Zahlreiche Helfer aus den umliegenden Dörfern, sogar aus Rödelheim, Hanau und Isenburg, eilten zur Verstärkung herbei, doch breitete sich das Feuer trotz der vereinten Anstrengungen weiter nach Osten aus. Am frühen Morgen brannte es auch in der Hasengasse, im Trierischen Hof und an der westlichen Seite der Fahrgasse.
Kanonen und Munition aus dem Zeughaus an der Konstablerwache waren rechtzeitig in Sicherheit gebracht worden, als der Brand schon auf die Bornheimer Pforte, das Stadttor in der Staufenmauer zwischen Altstadt und Neustadt übergegriffen hatte. In großer Eile begann man zahlreiche noch vom Brand verschonte Häuser einzureißen, um das Feuer einzudämmen. Damit gelang es, die weitere Ausbreitung des Feuers in Richtung der Zeil zu verhindern, ebenso ein Überspringen der schmalen Schnurgasse nach Süden. 13 Stunden nach dem Feueralarm kam die Feuerwalze zum Stillstand, wenngleich das gesamte Stadtviertel zwischen Töngesgasse, Schnurgasse, Neue Kräme und Fahrgasse mit seinen 15 Gassen in Flammen stand. Es dauerte schließlich mehr als drei Tage, bis das Feuer niedergebrannt war. Mehr als 400 Häuser waren völlig zerstört, darunter das Antoniterkloster, das der Töngesgasse seinen Namen gegeben hatte. 32 weitere Häuser waren so schwer beschädigt, dass sie in der nächsten Zeit noch abgerissen werden mussten.

## Folgen
14 Menschen waren ums Leben gekommen, darunter ein Spritzenmeister aus Hanau. 470 Familien hatten durch den Brand ihre gesamte Habe verloren. Der Sachschaden wurde auf fast eine Million Gulden geschätzt. Die Geschädigten waren überwiegend Handwerker, darunter 40 Schneider, 30 Schuhmacher, 30 Küfer, 25 Schreiner, 10 Bierbrauer, 10 Goldschmiede und fünf Perückenmacher. Aber auch vier Schullehrer, mehrere Advokaten und Doktoren der Medizin hatten ihren Besitz verloren.
Allein die Beseitigung des Brandschuttes dauerte mehrere Wochen. Jeder Wagen, der leer die Stadt verließ, wurde verpflichtet, eine Fuhre Schutt vor die Tore der Stadt zu befördern. Um die Not der Geschädigten zu lindern, sammelte man in ganz Europa Spenden ein. Die Frankfurter Bürger spendeten 38.000 Gulden, Bürger aus anderen Städten über 100.000. Die meisten Spenden kamen aus den Städten, die mit Frankfurt in Handelsverbindung standen, darunter Zürich, Nürnberg, Hamburg, Augsburg, Genf, Basel und Amsterdam.
Um die Stadt künftig vor derartigen Feuersbrünsten zu bewahren, verschärfte der Rat 1720 die städtischen Bauvorschriften drastisch. Zwischen 1740 und 1800 wurden etwa 3.000 Häuser um- oder neugebaut, um den vorbeugenden Brandschutz zu verbessern. Zu den wichtigsten Maßnahmen zählten
- die Errichtung wirksamer Brandmauern: Ältere Häuser waren oft noch durch einen schmalen Wich getrennt, in dem sich auch die Aborte befanden.
- die Vorschrift, zumindest die Untergeschosse aller Häuser in Stein auszuführen: Zuvor waren einfache Häuser häufig noch vollständig in Fachwerk ausgeführt worden.
- die Begrenzung der Überhänge: Jedes Haus durfte nur noch einen Überhang von maximal eineinhalb Schuh Tiefe haben, während ältere Häuser zwei oder sogar drei Überhänge besaßen, deren größter bis zu drei Schuh tief sein konnte.
- die Verlegung von Trauf- und Giebelseite: Alle neugebauten Häuser mussten künftig die Traufseite zur Straße haben, während man früher die Häuser mit der Giebelseite zur Straße gebaut hatte. Zudem trugen die älteren Häuser oft noch sogenannte Zwerchhäuser, während nach 1720 nur noch kleine Mansarden erlaubt waren.

Man kann die Auswirkungen der Bauvorschriften von 1720 zum Teil noch heute erkennen, z. B. an den sechs Häusern der 1983 rekonstruierten Römerberg-Ostzeile. Das aus dem 18. Jahrhundert stammende Haus Wilder Mann (das dritte von links) hat das typische Mansarddach der nach dem Großen Christenbrand gebauten Häuser, während die fünf Giebelhäuser allesamt älter sind.